# Wolfgang Stropek
Wolfgang Stropek (* 18. April 1945 in Bad Wimsbach-Neydharting, Oberösterreich) ist ein ehemaliger österreichischer Motorradrennfahrer und Staatsmeister in der Klasse bis 500 cm³.

## Karriere
Stropek begann bereits mit 16 Jahren mit dem Motorradrennsport. Er nahm an der Tourist Trophy auf der Isle of Man teil und ist neben Chris Vincent (England), Sepp Doppler (Austria) und Reiner Koster (Schweiz) einer von vier Rennfahrern, die sowohl Punkte in einer der Soloklassen als auch in der Gespann-Kategorie der Motorrad-Weltmeisterschaft errangen.
Bis 1976 war Stropek in verschiedenen Soloklassen auf diversen Fabrikaten von Puch, A.J.S., Norton, MV Agusta, Yamaha unterwegs und wechselte 1977 in die Seitenwagenklasse, wo er bis zum Jahr 1990 an Weltmeisterschaftsläufen teilnahm (Fabrikate: König, Schmid-Yamaha, Siwa-Yamaha, LCR). Seine größten Erfolge sind: 1966 Österreichischer Staatsmeister Klasse bis 500 cm³, 1968 österreichischer Bergrennsport-Staatsmeister Klasse bis 500 cm³, 1976 österreichischer Bergrennsport-Staatsmeister Klasse bis 250 cm³, 91 Weltmeisterschaftspunkte in der Gespann-Klasse.
Nach Abschluss der aktiven Karriere und Ausflügen in die Oldtimerszene, wo er ebenfalls wieder Rennen auf seiner Matchless Seeley G50 MK3 in mehreren Ländern bestritt, stellte sich Stropek ab 2003 der Organisation von internationalen Oldtimer- und Rennveranstaltungen, insbesondere dem Höhepunkt in Österreichs Motorradszene, dem Oldtimer Grand Prix von 2004 bis 2010 auf dem Salzburgring und seither auf dem Red Bull Ring sowie dem „Internationalen Rupert Hollaus Gedächtnisrennen“. Die Veranstaltungen werden durch seinen Verein IG Formel Classic organisiert. Legenden wie Giacomo Agostini, Luigi Taveri, Phil Read, Freddie Spencer oder Heinz Rosner trugen dazu bei, dass sich diese Rennen zu einer der herausragenden Motorsportevents in Europa entwickelten.
2020 erschien in der Buchserie „Legenden des Motorradsports“ die Biografie über Wolfgang Stropek mit dem Titel „Wolfgang Stropek – Benzin fließt in den Adern“ mit dem Sonderteil „Historie der Rupert Hollaus Gedächtnis-Rennen“ (ISBN 978-3-200-07215-2).
Seit 1967 ist er mit seiner Ehefrau Margit verheiratet. Der gemeinsame Sohn Mario lebt in Behamberg bei Steyr.